# World Women's Qualifying Series de 2016

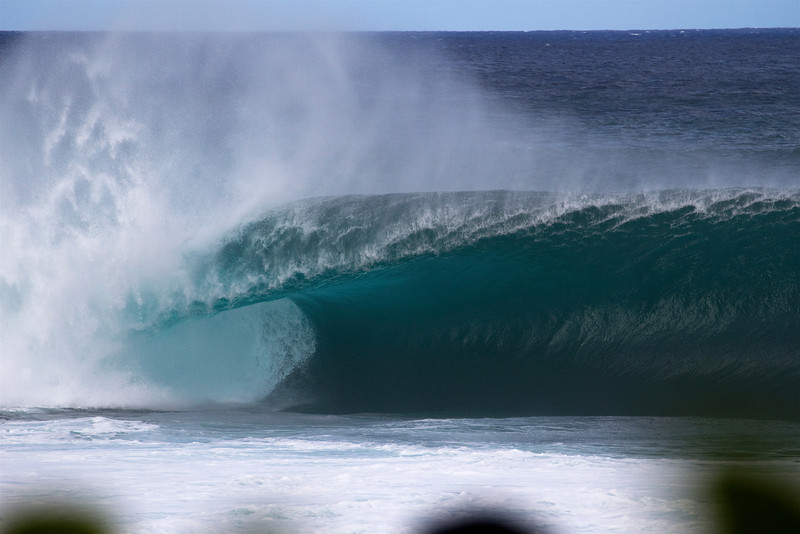
Pipeline, local de uma das etapas do circuito.

O World Women's Qualifying Series de 2016 (WQS) foi uma competição mundial de surfe feminino, uma espécie de divisão de acesso ao WCT, levada a cabo pela liga profissional de surfe - WSL (World Surf League) denominada anteriormente por Associação de Surfistas Profissionais (Association of Surfing Professionals), de 1983 a 2014. Homens e mulheres competiram em tours como o WCT de Surfe entre outros, com eventos que tomaram lugar em diferentes locais entre os meses de janeiro a novembro.

## Calendário de provas
| Evento | Nome do Evento                    | Local          | Data                         | Vencedor             | Pontuação |
| ------ | --------------------------------- | -------------- | ---------------------------- | -------------------- | --------- |
| 1      | Shoe City Pro                     | Estados Unidos | 12 - 14 de janeiro           | Maud Le Car          | 1,000     |
| 2      | Carve Pro                         | Austrália      | 15 - 17 de janeiro           | Mikaela Greene       | 1,000     |
| 3      | SEAT Pro Netanya                  | Israel         | 16 - 25 de janeiro           | Maud Le Car          | 1,000     |
| 4      | Burleigh Pro                      | Austrália      | 29 - 31 de janeiro           | Macy Callaghan       | 1,000     |
| 5      | Telstra Stores Tweed Coast Pro    | Austrália      | 1 - 4 de fevereiro           | Mikaela Greene       | 1,000     |
| 6      | Central Coast Pro                 | Austrália      | 9 - 12 de fevereiro          | Justine Dupont       | 1,000     |
| 7      | Komunity Project Great Lakes Pro  | Austrália      | 15 - 18 de fevereiro         | Holly Wawn           | 1,000     |
| 8      | Taggart Women's Pro               | Austrália      | 22 - 28 de fevereiro         | Sally Fitzgibbons    | 6,000     |
| 9      | Aussie Bodies Women's Pro         | Austrália      | 29 de fevereiro - 6 de março | Nikki Van Dijk       | 6,000     |
| 10     | Wahine Pipe Pro                   | Havaí          | 21 - 28 de março             | Mahina Maeda         | 1,000     |
| 11     | Pro Zarautz                       | Espanha        | 31 de março - 3 de abril     | Pauline Ado          | 1,000     |
| 12     | Praia do Forte Pro                | Brasil         | 25 de abril - 1 de maio      | Silvana Lima         | 1,500     |
| 13     | Cape Town Pro                     | África do Sul  | 6 - 8 de maio                | Tanika Hoffman       | 1,000     |
| 14     | Ichinomiya Chiba Open             | Japão          | 23 - 30 de maio              | Reika Noro           | 1,000     |
| 15     | Los Cabos Open of Surf            | México         | 7 - 12 de junho              | Bronte Macaulay      | 6,000     |
| 16     | Copa El Salvador Impresionante    | El Salvador    | 15 - 19 de junho             | Keely Andrew         | 6,000     |
| 17     | Ballito Pro - Women's             | África do Sul  | 26 de junho - 3 de julho     | Skye Burgess         | 1,000     |
| 18     | Pro A Coruna                      | Espanha        | 5 - 10 de julho              | Ariane Ochoa         | 1,000     |
| 19     | Yumeya Surfing Games Tahara Pro   | Japão          | 20 - 24 de julho             | Karelle Poppke       | 1,000     |
| 20     | Santa Cruz Pro 2016               | Portugal       | 20 - 24 de julho             | Garazi Sanchez Ortun | 1,000     |
| 21     | Paul Mitchell Supergirl Pro       | Estados Unidos | 22 - 24 de julho             | Coco Ho              | 6,000     |
| 22     | Boardmasters, Cornwall            | Inglaterra     | 10 - 14 de agosto            | Claire Bevilacqua    | 1,000     |
| 23     | Medoc Ocean Lacanau Pro           | França         | 16 - 21 de agosto            | Ella Williams        | 1,000     |
| 24     | Pro Anglet                        | França         | 24 - 28 de agosto            | Claire Bevilacqua    | 1,500     |
| 25     | Pantin Classic Galicia Pro        | Espanha        | 30 de agosto - 4 de setembro | Sage Erickson        | 6,000     |
| 26     | Azores Pro                        | Portugal       | 6 - 11 de setembro           | Justine Dupont       | 1,500     |
| 27     | Roxy Pro Casablanca               | Marrocos       | 13 - 18 de setembro          | Pauline Ado          | 1,500     |
| 28     | Essential Costa Rica Open         | Costa Rica     | 5 - 9 de outubro             | Silvana Lima         | 3,000     |
| 29     | Trump Hyuga Pro                   | Japão          | 7 - 10 de outubro            | Shino Matsuda        | 1,000     |
| 30     | White Buffalo Women's Pro         | Japão          | 20 - 23 de outubro           | Dimity Stoyle        | 3,000     |
| 31     | Maui & Sons Pichilemu Woman's Pro | Chile          | 27 - 30 de outubro           | Sofia Mulanovich     | 1,500     |
| 32     | Sydney International              | Austrália      | 3 - 6 de novembro            |                      | 6,000     |

Fonte

## Ranking do WQS
| Posição | 1ª | 2ª | 3ª-4ª | 5ª-8ª | 9ª |

| Posição | Surfista        | Eventos | Eventos | Eventos | Eventos | Eventos | Pontos | Prêmio  |
| Posição | Surfista        | 1       | 2       | 3       | 4       | 5       | Pontos | Prêmio  |
| 1       | Nikki Van Dijk  | 6.000   | 3.550   | 2.650   | 2.650   | 1.550   | 16.400 | $17,000 |
| 2       | Malia Manuel    | 4.500   | 4.500   | 3.550   | 2.650   | 1.050   | 16.250 | $15,000 |
| 3       | Bronte Macaulay | 6.000   | 3.550   | 2.650   | 1.550   | 1.550   | 15.300 | $17,000 |
| 4       | Silvana Lima    | 3.550   | 3.550   | 3.000   | 2.650   | 1.550   | 14.300 | $27,000 |
| 5       | Keely Andrew    | 6.000   | 2.650   | 2.650   | 1.550   | 700     | 13.550 | $15,850 |
| 5       | Sage Erickson   | 6.000   | 2.650   | 2.650   | 1.550   | 700     | 13.550 | $15,250 |
| 7       | Coco Ho         | 6.000   | 2.650   | 2.250   | 1.050   | 700     | 12.650 | $18,500 |
| 8       | Pauline Ado     | 4.500   | 2.650   | 2.250   | 1.680   | 1.550   | 12.630 | $27,450 |
| 9       | Laura Enever    | 3.550   | 3.550   | 1.550   | 1.550   | 1.050   | 11.250 | $8,500  |

Legenda:
| WCT 2017 |

Fonte

## Pontuação das baterias
Os novos critérios de julgamento da ASP foram implementados em todos os  eventos da ASP a partir de 2005. 
As baterias geralmente duram 30 minutos, mas podem ter esta duração ampliada, caso as condições do mar não estejam boas, possibilitando que os surfistas tenham a chance de pegar mais ondas. Os surfistas podem pegar no máximo 15 ondas por bateria. Mas na soma de pontos, apenas as duas maiores são consideradas na nota final. A pontuação de cada onda vai de 0.0 a 10.0. Com isso, o máximo de pontos que um atleta pode atingir em uma sessão é 20.0. 
Para cada onda, o grupo de cinco juízes atribui suas notas segundo os critérios abaixo: 
- Comprometimento e grau de dificuldade;
- Inovação e progressão das manobras;
- Combinação de manobras fortes/expressivas;
- Variedade de manobras/repertório;
- Velocidade, força e fluidez.

Certos aspectos do surf pontuam mais, dependendo da localização e das condições ou mudanças das condições durante o dia.
Cada juiz dá sua nota e a melhor e a pior são cortadas. A média entre as três notas restantes é a nota final da onda surfada pelo atleta.
Escala de notas:
- [0.0 – 1.9: Fraca]
- [2.0 – 3.9: Regular]
- [4.0 – 5.9: Média]
- [6.0 – 7.9: Boa]
- [8.0 – 10.0: Excelente]

..

## Sistema de prioridades
Existe um sistema de prioridade nas baterias. A regra da prioridade não existe na 1ª rodada do ASP World Tour porque são realizadas baterias com três surfistas. A prioridade foi feita apenas para baterias homem-a-homem que se iniciam apenas na 2ª rodada. A regra da prioridade foi instituída em meados da década de 1980 e tem sido modificada ao longo dos anos com objetivo de melhorar cada vez mais o surf competitivo.
O surfista que chegou primeiro no outside ou lineup tem a prioridade de escolher a primeira onda e surfar para ambos os lados a onda escolhida, se ele quiser exercer. Desta forma, se o surfista com prioridade remar na onda e entrar nela, o outro surfista deve sair da onda sem atrapalhá-lo. Caso a prioridade não seja respeitada, o surfista que causou a interferência receberá zero pontos pela onda surfada e será penalizado com a anulação da segunda maior nota dele, computando apenas uma onda na nota final.
Um surfista perderá a prioridade assim que ele pegar uma onda e suas mãos deixarem a borda da prancha se preparando para se levantar. No caso em que ambos os surfistas concluírem uma onda até o inside, o primeiro surfista que retornar ao lineup receberá a prioridade. A Prioridade é indicada pela cor do disco de sinalização posicionado no palanque do Evento.
A partir de 2015, nova regra diz que os surfistas poderão ter a prioridade suspensa caso saiam da zona de “take off”, onde são formadas as ondas (entrada da onda, em cima do point e remar meio point abaixo). O atleta que fizer isso, vai receber um aviso do juiz
de prioridade.
.